# Parafia Najświętszej Maryi Panny Królowej Świata w Wojnach-Krupach
Parafia pw. Najświętszej Maryi Panny Królowej Świata w Wojnach-Krupach – rzymskokatolicka parafia należąca do dekanatu Szepietowo, diecezji łomżyńskiej, metropolii białostockiej. Siedziba parafii mieści się w Wojnach-Krupach.

## Zasięg parafii
Do parafii należą wierni z następujących miejscowości: Wojny Krupy, Piętki-Żebry, Warele-Filipowicze, Wojny-Pietrasze, Wojny-Szuby Szlacheckie, Wojny-Szuby Włościańskie, Wojny-Wawrzyńce. 

## Historia
W grudniu 1956 r. wierni wyznania rzymskokatolickiego wsi Wojny-Krupy, Wojny-Pietrasze, Wojny-Szuby Szlacheckie, Wojny-Szuby Włościańskie, Wojny-Wawrzyńce rozpoczęli starania o budowę kościoła, który poświęcono w 1963 r. Usytuowano go na ziemi ofiarowanej przez Annę i Pawła Wojno w środku wsi.  
Samodzielną parafię w Wojnach-Krupach utworzono dnia 1 marca 1973 r. W jej skład weszli wierni z wsi parafii Dąbrówka Kościelna, Kuczyn i Wyszonki Kościelne.   
Odpust przypada na święto Matki Boskiej Królowej Świata. W 2013 roku parafia obchodziła jubileusz 40-lecia powstania. 

## Kościół parafialny

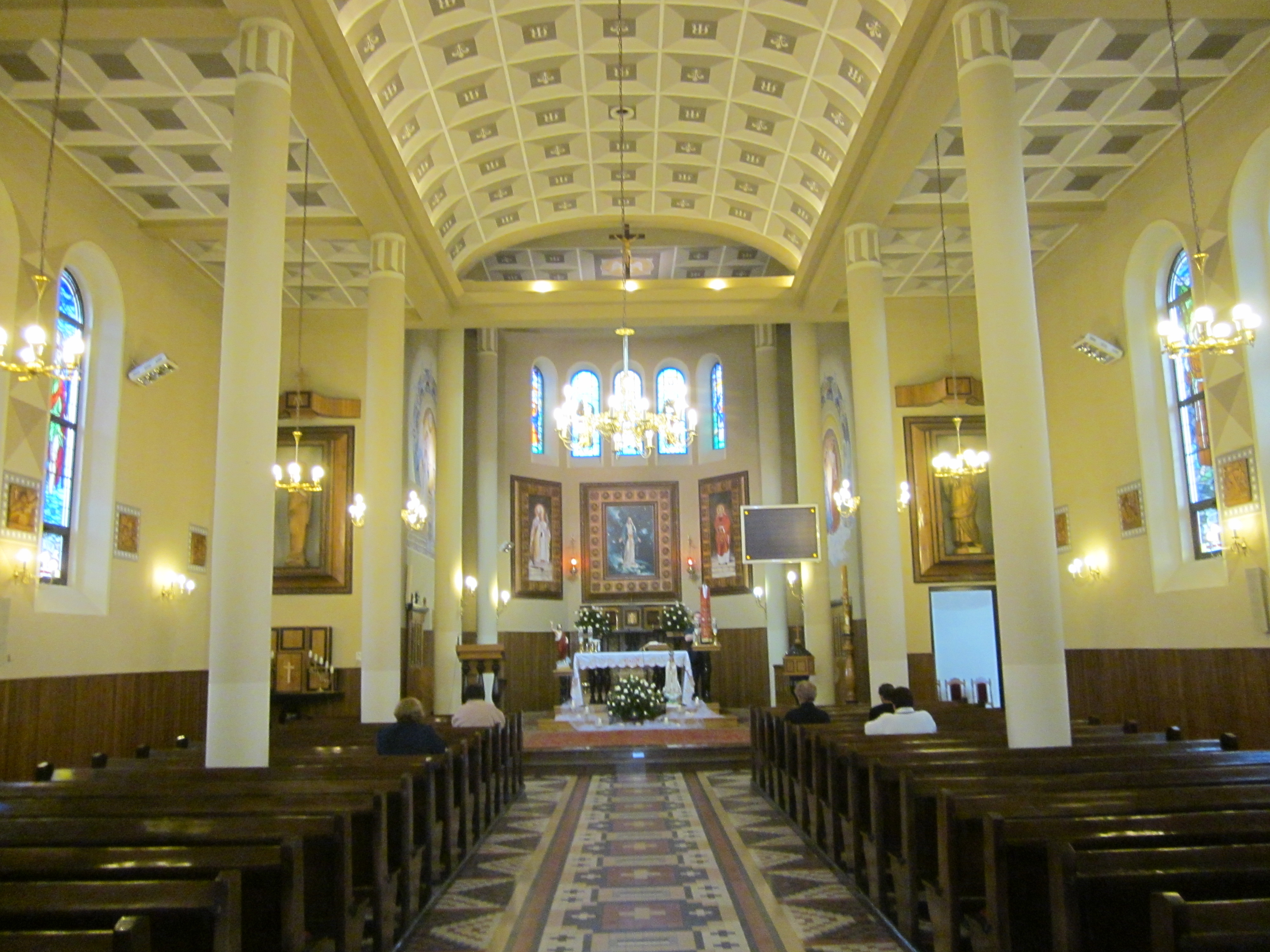
Wnętrze kościoła – widok ku prezbiterium

Kościół pw. Najświętszej Maryi Panny Królowej Świata w Wojnach-Krupach

### Zmiany administracyjne
Bulla papieża Jana Pawła II z 1992 roku Totus Tuus Poloniae Populus zmieniła podział administracyjny diecezji łomżyńskiej, przy czym utrzymała istnienie dekanatu wysokomazowieckiego, w którego skład weszła parafia Wojny-Krupy. Dekretem dnia 6 stycznia 1998 roku biskup łomżyński Stanisław Stefanek ustanowił dekanat szepietowski. 11 stycznia 1998 r. podniósł Szepietowo do rangi dekanatu, w skład którego weszła Parafia Najświętszej Maryi Panny Królowej Świata w Wojnach-Krupach.

## Proboszczowie
Proboszczowie posługujący w parafii (od roku 1969):
- ks. Stanisław Scech adm. (1969–1970)
- ks. Czesław Roszkowski adm. (1970)
- ks. Czesław Domel adm. (1970–1971)
- ks. Tadeusz Sutkowski (1973–1878, adm. od 1971)
- ks. Kazimierz Chaberek (1978–1988)
- ks. Paweł Grabowski (1988–1989)
- ks. Andrzej Franciszek Gąsowski (1989 – 31 lipca 2008), zm. 13 stycznia 2018
- ks. mgr Janusz Strzelczyk  (2008 – do 30 czerwca 2015)
- ks. mgr lic. Piotr Mazurek (od 3 lipca 2015 adm., 3 lipca 2016 proboszcz)
- ks. kan. Kazimierz Kłosek (2017–2021), zm. 15 maja 2021[6]
- ks. Robert Czeladko adm. (od 2021)